# Lupinus williamsianus
Lupinus williamsianus är en ärtväxtart som beskrevs av Charles Piper Smith. Lupinus williamsianus ingår i släktet lupiner, och familjen ärtväxter. Inga underarter finns listade i Catalogue of Life.